# 神田春陽
神田 春陽（かんだ しゅんよう、1971年2月24日 - ）は、講談協会に所属する講談師。本名∶鹿島 大。

## 経歴
神奈川県立東金沢高校卒業。
2000年10月、神田すみれに入門して「神田春陽」を名乗る。
2006年4月、二ツ目昇進。
2014年10月、真打昇進。

## 芸歴
- 2000年10月 - 神田すみれに入門、「春陽」を名乗る。
- 2006年4月 - 二ツ目昇進。
- 2014年10月 - 真打昇進。

## 弟子

### 前座
- 神田ようかん